# Nepomuk Zöllner
Nepomuk Zöllner (* 21. Februar 1923 in Marktredwitz; † 10. Juli 2017 in München) war ein deutscher Internist. 

## Leben und Wirken
Zöllner arbeitete ab 1953 unter Walter Seitz an der Medizinischen Poliklinik der Ludwig-Maximilians-Universität München und wurde 1954 für Innere Medizin habilitiert und 1960 zum außerplanmäßigen Professor ernannt. 1973 wurde er als Seitzens Nachfolger zum ordentlichen Professor für Innere Medizin sowie Direktor der Medizinischen Poliklinik in der Pettenkoferstraße berufen. 1993 wurde er emeritiert.
Von 1985 bis 1986 war er Vorsitzender der Deutschen Gesellschaft für Innere Medizin (DGIM). Er hatte die Präsidentschaft des 92. Internistenkongresses 1986 in Wiesbaden inne.
Zöllner war aufgrund seiner klinischen und experimentellen ernährungswissenschaftlichen Arbeiten einer der anerkanntesten Gichtforscher.

## Auszeichnungen
- 1979: Bayerischer Verdienstorden[2]
- 1992: Ehrenmitglied der Deutschen Gesellschaft für Innere Medizin (DGIM)
- 2008: Heinrich-Wieland-Medaille in Gold

## Veröffentlichungen (Auswahl)
- als Hrsg. mit Dietrich Eberhagen: Untersuchung und Bestimmung der Lipoide im Blut. Springer-Verlag, Berlin/Heidelberg / New Yorj 1965.